# Melada
Melada (in croato Molat) è un'isola della Croazia situata a nord dell'Isola Lunga e a ovest di Pago.
Amministrativamente appartiene alla città di Zara, nella regione zaratina e fa parte delle isole Liburniche meridionali.

## Geografia fisica
Melada è situata nella parte occidentale dell'arcipelago delle isole Liburniche meridionali, bagnata a ovest dal mar Adriatico e a est dal mare di Puntadura (Virsko more). A nord, la bocca di Zapuntello (prolaz Zapuntel) la separa da Isto, mentre a sud le Settebocche o passo di Settebocche (chiamato in croato prolaz Maknare a sud di capo Bonastera e Sedmovraće a ovest dell'isolotto di Ton Piccolo) la separano dall'Isola Lunga; poco più a est il Passaggio Zappola (Malo Žaplo) la separa da Ton Piccolo e il tratto di mare Maknare la separa da Sestrugno. Melada dista 175 m dalla costa meridionale dell'isola di Isto, 2,765 km dall'Isola Lunga e 2,645 km da Sestrugno. Nel punto più ravvicinato, punta Darchio (Artić) nel comune di Brevilacqua, dista dalla terraferma 16,9 km.
Melada è un'isola di forma allungta e irregolare, con una profonda insenatura a ovest che crea la stretta e lunga penisola di Bonaster. Misura 11,1 km di lunghezza e 3,05 km di larghezza massima. Ha una superficie di 22,178 m² e uno sviluppo costiero di 51,593 km. Al centro, sulla collina Lokardenik, raggiunge un'elevazione massima di 147,9 m s.l.m..
Le estremità dell'isola sono: punta Morella (rt Vranač) a nord, Šibinjski rt a ovest, punta Zappola (rt Žaplo) a sud e punta Stoppagna (rt Stopanj).

### Coste
Fatta eccezione per la grande baia di Berguglie, le coste di Melada hanno un andamento lineare lungo il versante occidentale, mentre a est e a sudest sono più movimentate con presenza di insenature di vario tipo e promontori. Nella parte settentrionale si trova il solo porto di Zapuntello.
Tra i promontori, oltre alle già citate estremità, sono degni di nota:
- punta Banastra[1][18] (rt Bonaster)[10], punta all'estremità sudoccidentale al termine della lunga penisola di Bonaster[20];
- rt Konopljika[10], promontorio a nordovest di punta Stoppagna.
- punta Glavizza[1][27] (rt Glavica)[10], promontorio lungo la costa orientale a nordovet di punta Stoppagna;
- rt Mladinj[10], punta a ovest di Glavizza, nei pressi della quale si trova lo scoglio Lipiccio;
- rt Solinski[10], promontorio della costa centro-orientale. Nei suoi pressi si trovano lo scoglio Pietroso e uno scoglio senza nome;

Le insenature principali sono invece:
- baia[1] o vallone di Berguglie[28] (Brgulje zaljev), la più ampia insenatura dell'isola, si apre verso sudest tra punta Banastra e rt Golubinjka, creando a ovest la penisola di Bonaster;
- porto Luccina[1][29], valle Luccina[30] o porto Lucina[4][5][31] (Lučina)[10], all'interno della baia di Berguglie, è il porto dell'insediamento di Melada;
- porto Pogarbe[1] o porto Potgarbe[4][32] (uvala Podgarbe)[10], altra insenatura all'interno della baia di Berguglie e poco a nord di porto Luccina;
- valle Jakinska[33] (Jakinska uvala)[10], insenatura a sudest di porto Luccina;
- valle Konoplica[4] (uvala Konopljika)[10] e valle Smoquiza[4] (uvala Vapojni)[10], due strette insenature nel sudest di Melada, la prima a sud della punta omonima, la seconda a sudest di punta Glavizza;
- porto Manzo[1][4][34][35] (luka Jazi)[10], insenatura della costa orientale, a sud-sudovest di punta Glavizza, dove si affaccia parte dell'insediamento di Melada;
- porto Zapuntel[20], porticciolo di Zapontello[29] o porto di Zappontello[4][36] (luka Zapuntel)[10], insenatura a nord su cui si affaccia la frazione di Porto di Zapuntello (Porat);

A porto Luccina e su punta Morella si trovano due piccoli fari.

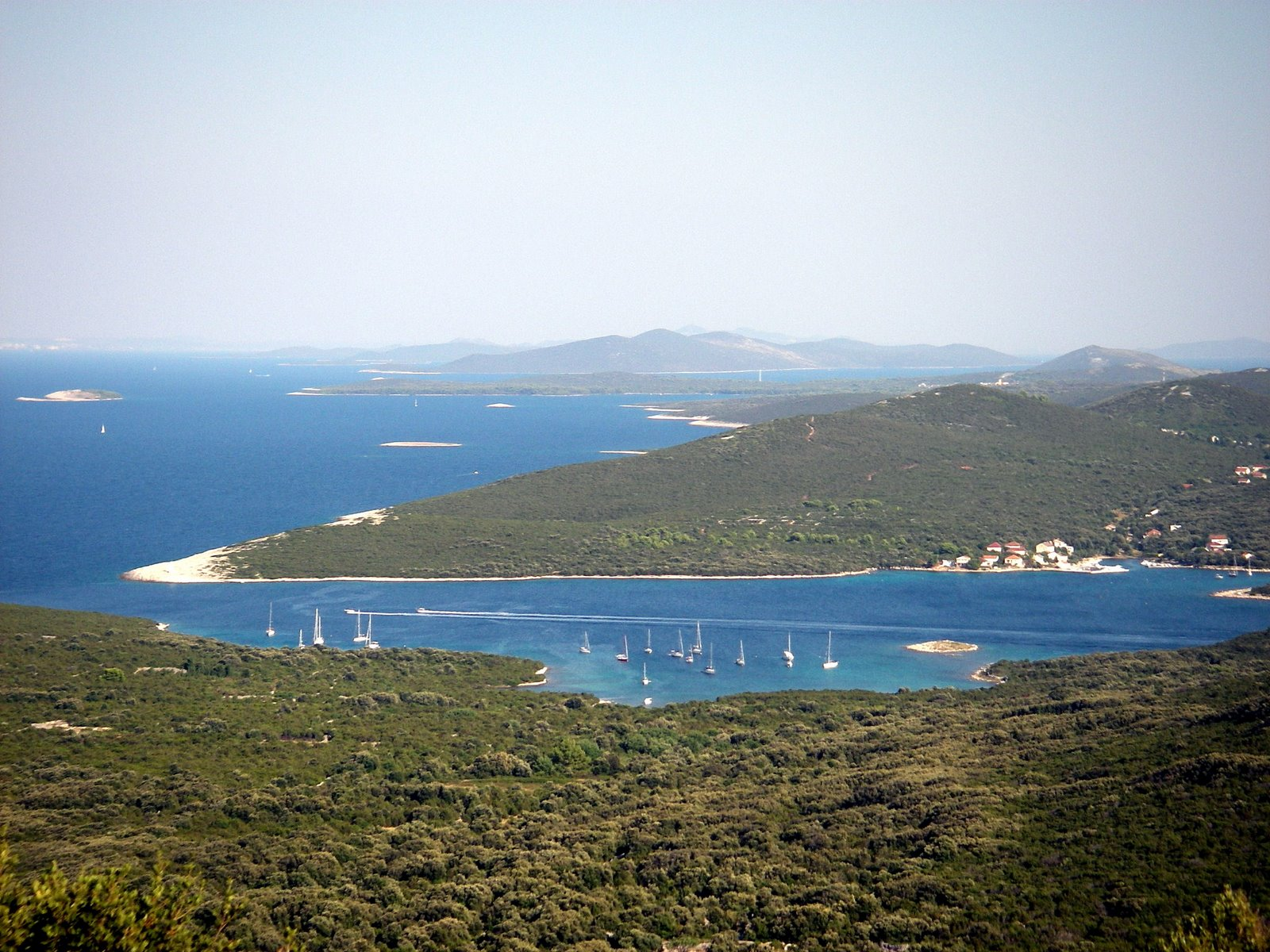
L'andamento collinare di Melada visto dall'isola di Isto

### Orografia
Le alture dell'isola non superano i 150 m d'altezza. La parte centro-settentrionale è la più elevata e vi si trovano la cima maggiore, il Lokardenik (147,9 m), il Triskavac (134 m), il Lovrić e il Braskovac (entrambi di 114 m).

Ad ovest, formano una catena che prosegue per tutta la penisola di Bonaster fino a punta Banastra, il Knežačić (90 m), il monte del Conte (Knežak, 140,5 m), il Kunšćak (127 m), il monte Ostro (Oštrak, 120 m), il Visoki (110 m), l'Oštri vrh (125 m) e il Bonastra (Bonaster, 126,7 m).

La parte centro meridionale non raggiunge mai i 100 m d'altezza. Le cime più elevate sono il Brguljak (87 m) e il Straža (95,5 m) nei pressi del villaggio di Berguglie, e il monte Guardia (Straža, 82,6 m) poco a sud di Melada.

### Flora e fauna

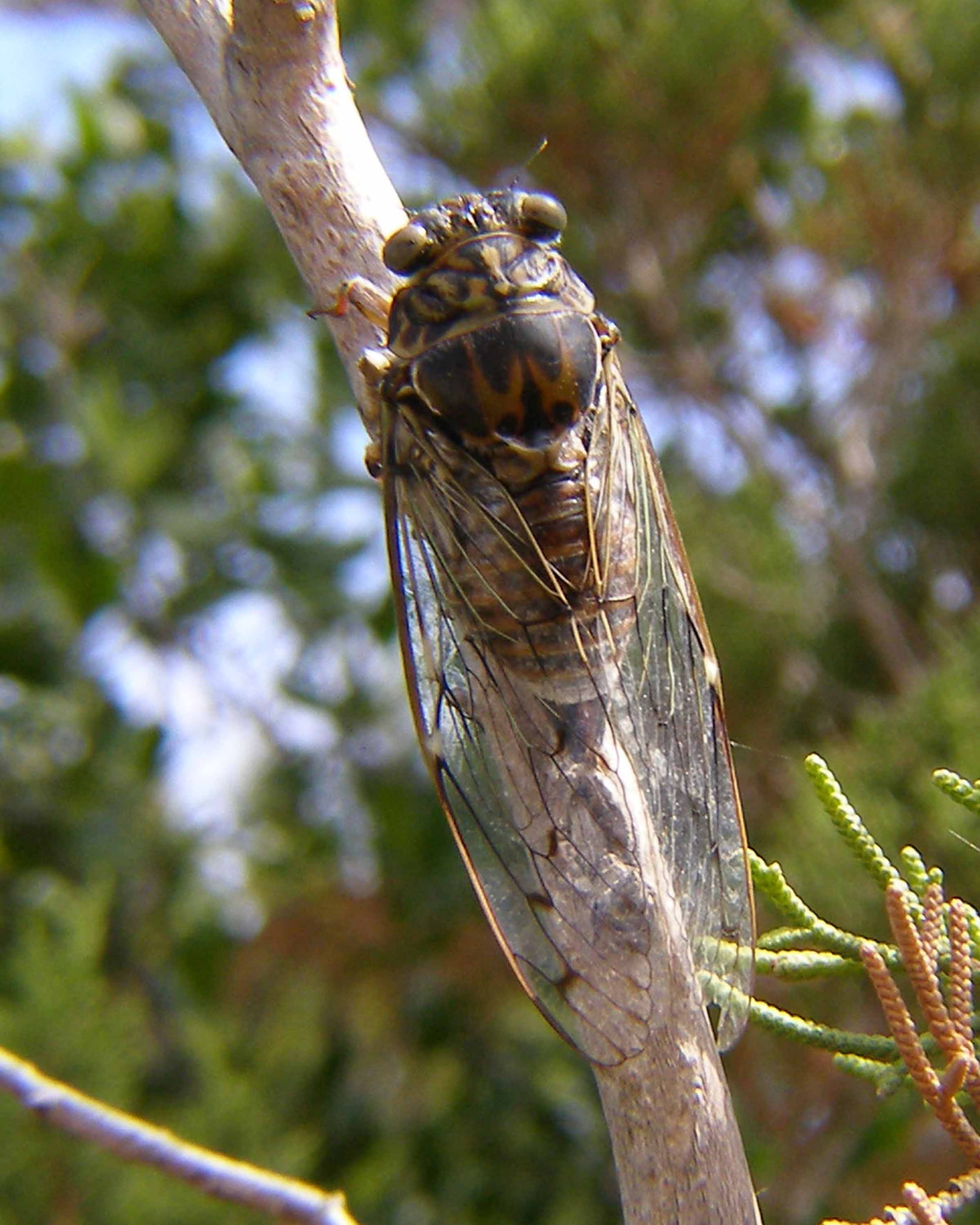
Cicala italiana (Lyrstes plebejus) fotografata su Melada

Melada è dominata soprattutto da piante a fusto basso (1,5–2 m) della macchia mediterranea, e parzialmente da arbusti più alti (2–4 m) e piantagioni di pino d'Aleppo. Sull'isola crescono il leccio, l'olivastro, il corbezzolo, il terebinto, il lentisco, l'ilatro e il simile alaterno, la ginestra odorosa, il ginepro licio e il ginepro coccolone, l'alloro e, nella zona di valle Konoplica, l'agnocasto.
La fauna è simile a quella di molte altre isole dell'Adriatico. Sono significativamente presenti conigli selvatici, coturnici e, in numero sempre minore, fagiani e altri leporidi.

### Isole adiacenti

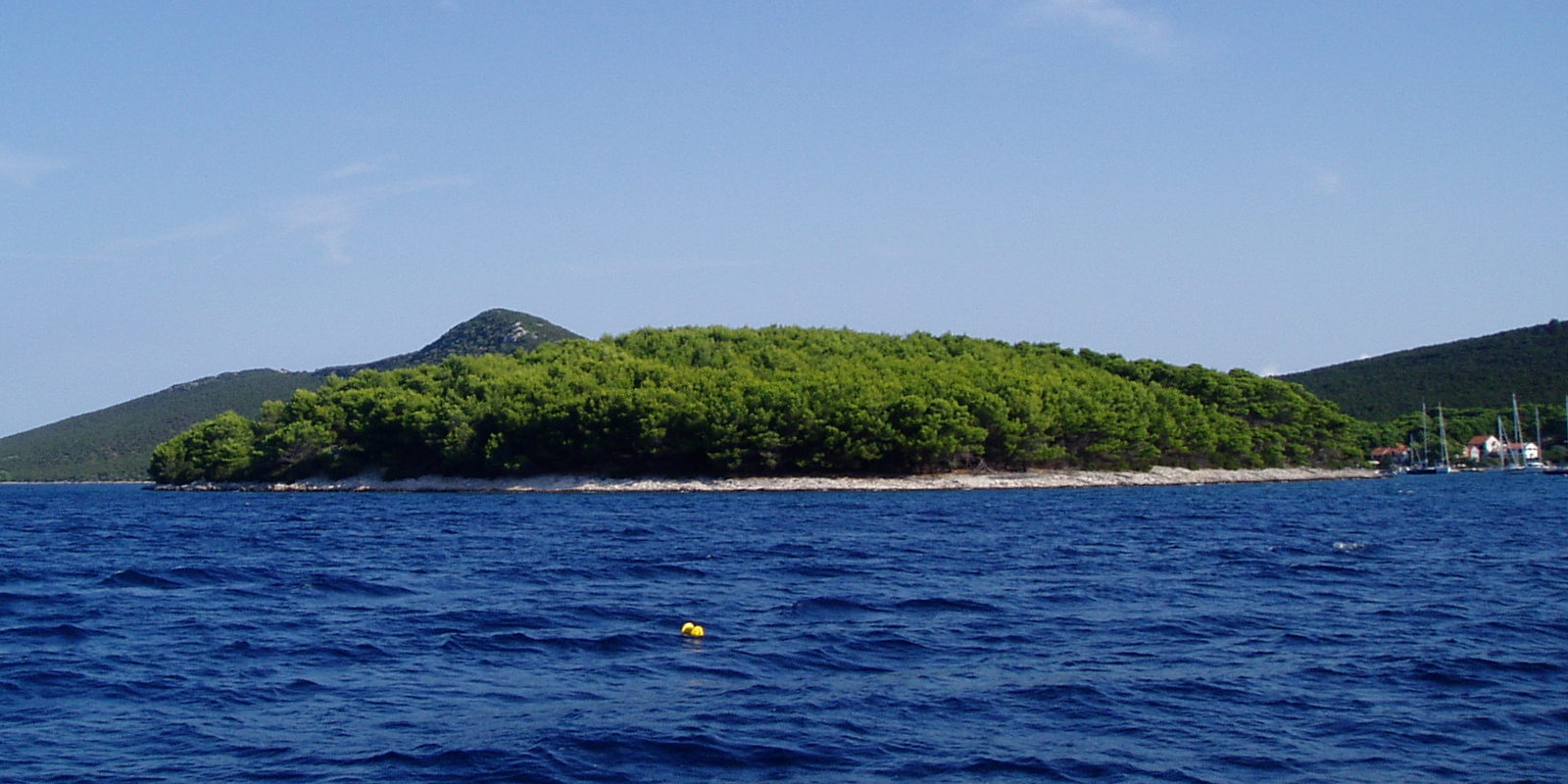
L'isolotto di Berguglie nella baia omonima.

- Risgnacco (Rižnjak), scoglio tondeggiante posto a 1,375 km dalla costa nordorientale di Melada.
- Pietroso (Lušnjak-Kamenjak), scoglio ovale situato 1,245 km a sud di Risgnacco e 340 m a est di Melada.
- Scoglio Sasizza[38] o Siccizza[5] (hrid Sičica)[10], piccolo scoglio di forma ovale situato 360 m a nord di Solinski rt su Melada. Ha un'area di 631 m²[6]. (44°15′08.5″N 14°49′48.5″E)
- Kribgnak[5] (hrid Krivnjak)[10], altro piccolo e basso scoglio situato 125 m a est di Melada. Ha un'area di 1669 m²[6] e un'elevazione massima di 1 m s.l.m.[10]. (44°15′14″N 14°49′16.7″E)
- Uno scoglio senza nome forma l'ingresso dell'insenatura di Solinska uvala[10], 1,39 km a sud-sudest di Risgnacco. Di forma ovale, in alcune mappe[10] appare connesso alla punta Solinski rt a causa del basso fondale, anche se in realtà ne è separato e ha una superficie di 2662 m²[6]. (44°14′56″N 14°49′41″E)
- Lipiccio (Mladinj), scoglio di forma ovale situato 220 m a est di Melada nei pressi di rt Mladinj.
- Asino (Tovarnjak), isolotto allungato di forma irregolare situato 685 m a nordovest di punta Glavizza.
- Trimolo[39], Bivosciac[5] o scoglio Klib[4][40] (Bivošćak), piccolo scoglio ovale situato 2 km a nord-nordest di rt Konopljika. Ha un'area di 586 m²[6] e un'elevazione massima di 4 m s.l.m.[10]. (44°13′40″N 14°55′31.5″E)
- Trata[1] o scoglio Tratta[41] (Trata) e Camegnac[5] (Kamenjak), chiamati insieme anche scogli Camegnak[42] o Camignak[4], sono due piccoli scogli situati rispettivamente 755 m e 600 m a est di punta Stoppagna e distano tra loro 160 m[43].
  - Trata ha una superficie di 3435 m²[6], un'elevazione massima di 5,2 m s.l.m.[10] e, nella sua parte meridionale, vi si trova un faro[10]. (44°12′43.5″N 14°55′17″E)
  - Camegnak ha invece un'area di 2017 m²[6] e un'elevazione massima di 4 m s.l.m.[10]. (44°12′48.5″N 14°55′08.5″E)
- Ton Piccolo (Tun Mali), isolotto che si trova al di là del Passaggio Zappola a 126 m da punta Zappola e, a differenza di tutti gli altri scogli e isolotti che fanno parte del comune di Zara, appartiene al comune di Sale[44].
- Berguglie (Brgulje otočić), isolotto ovoidale situato nella parte nordorientale della baia di Berguglie, a 190 m dalla costa di Melada.
- La Botticella[4] (greben Bačvica), roccia affiorante situata 2,1 km a ovest di Melada. (44°12′50″N 14°47′23.9″E)
- Tramerca (Tramerka), grande isolotto di forma irregolare situato 2,28 km a ovest di Melada.
- Tramerca Piccolo (Tramerčica), isolotto trapezoidale situato 1,17 km a ovest di Melada.
- Rotondo (Obljak), isolotto tondeggiante situato 1,4 km a ovest di Melada.
- Isolotto del Conte (Knežačić), isolotto ovale situato 425 m a ovest di Melada.

## Storia
Come dimostrano i ritrovamenti di oggetti in selce nella parte settentrionale dell'isola (a Ledenice, presso il porto di Zapuntello), Melada è stata abitata fin dai tempi antichi. Lo stesso nome, molto diffuso nel Mediterraneo, è di origine preindoeuropea (Melada ha una radice comune ad altre isole come Meleda (Mljet) e Malta) e porta all'ipotesi che l'isola fosse abitata nel 
Neolitico. Non si hanno ritrovamenti dell'Età del Bronzo, mentre dell'Età del Ferro rimangono quattro castellieri illirici su altrettante alture: sui già citati Lokardenik, monte Guardia e monte del Conte, e sul Gračina a nord di porto Pogarbe. Al loro interno sono stati trovati oggetti in terracotta e selce, macine a mano, resti di cibo e anche otto tumuli in pietra. Nel castelliere sul Gračina sono stati rinvenuti anche vasi importati dal sud Italia.
In epoca romana i Liburni di Melada vivevano in autonomia. La presenza romana sull'isola è testimoniata dai diversi toponimi, come Berguglie, Tramerca, Maknare e altri.
Dopo il loro arrivo, tra il VII e il X secolo, i Croati assimilarono gradualmente la popolazione locale. A questo periodo (950 ca.) risale anche la prima menzione scritta dell'isola, dovuta a Costantino Porfirogenito.

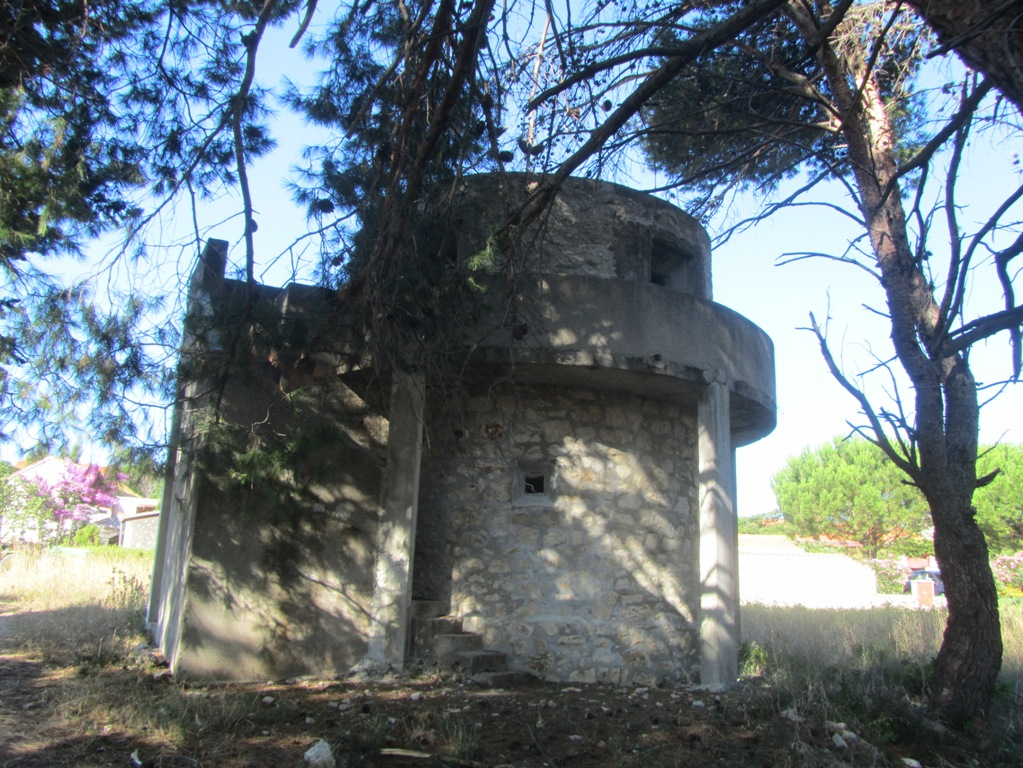
Guardina del campo di concentramento italiano

In seguito divenne possesso bizantino e nel 1151 Melada divenne proprietà del monastero benedettino di San Grisogono a Zara. Dal 1409 al 1797 appartenne alla Repubblica di Venezia, per poi seguire le sorti dell'intera Dalmazia.
L'isola conobbe un momento di mondanità quando il duca di Windsor e sua moglie Wallis Simpson visitarono l'isola nel corso di una crociera nel 1939.

### Annessione all'Italia

Ordinativo di filo spinato per il campo di concentramento di Melada

Nel 1941 Melada fu annessa all'Italia col Trattato di Roma.
Gli italiani, impegnati nella seconda guerra mondiale, ben presto vi installarono un campo di concentramento. In questo campo, che era il secondo per dimensioni nei territori annessi dopo quello di Arbe e che dipendeva dal Governatorato civile della Dalmazia, vennero internati all'incirca 10.000 civili: 954 di essi morirono sia a causa delle pessime condizioni igieniche, sia per le fucilazioni a scopo di rappresaglia (i fucilati furono circa 300).
Subito dopo la capitolazione dell'Italia, il campo fu chiuso.

## Geografia antropica

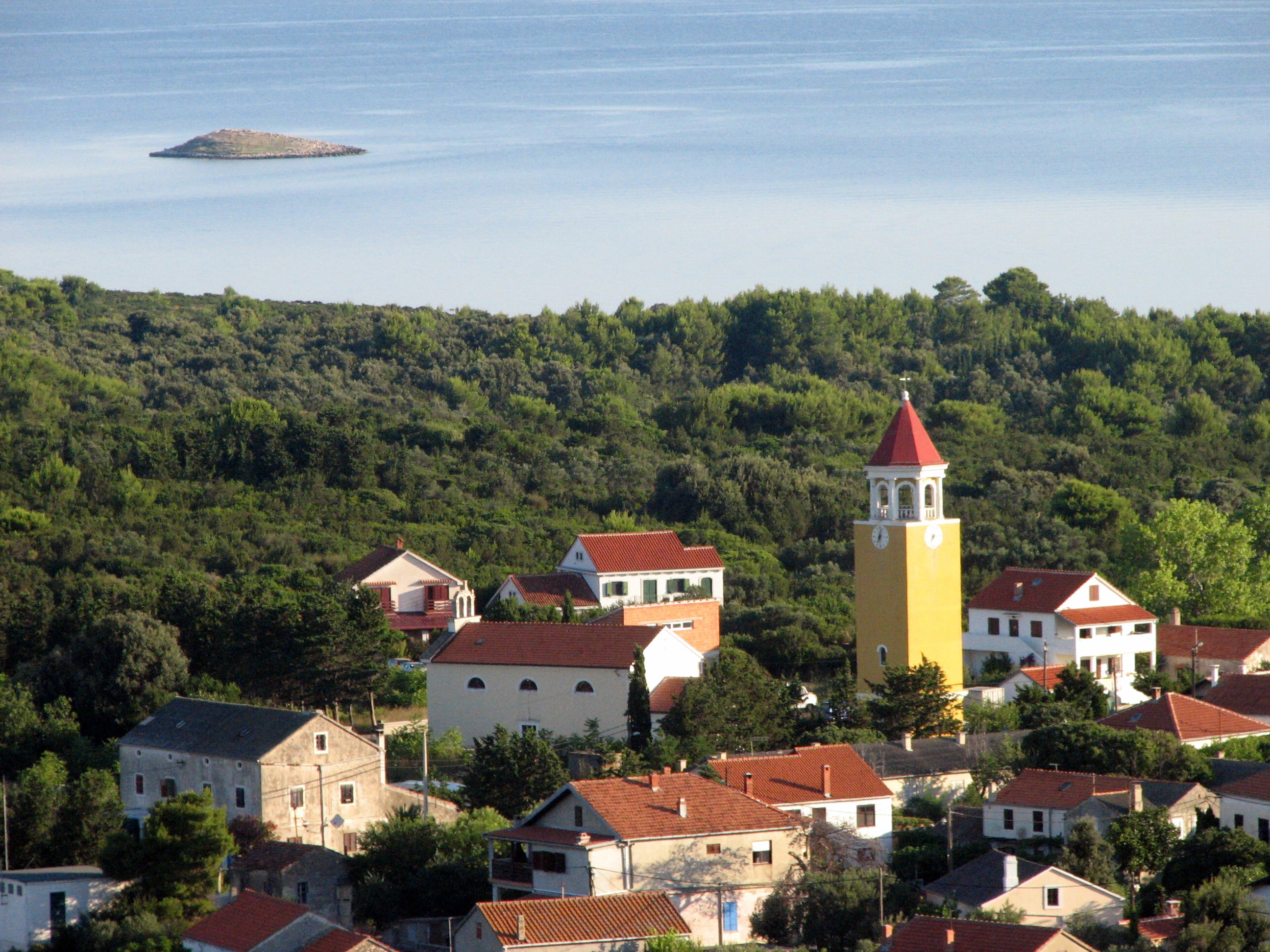
Veduta dell'insediamento di Melada e, in secondo piano, il piccolo scoglio Lipiccio

Al censimento del 2011 Melada contava 197 abitanti concentrati quasi tutti nei tre centri principali di Melada, Berguglie e Zapuntello.
- Melada[20][29][48] (Molat), il centro maggiore, si trova nella parte meridionale dell'isola e si affaccia a nord su porto Manzo e a sudovest su porto Luccina. Ha una popolazione di 107 abitanti[47].
- Berguglie[20][28], Verguglia[49] o Barguglie[5] (Brgulje) è un villaggio che si trova al centro dell'isola e ha 48 abitanti[47].
- Zapuntello[20][50][51] o Zapontello[5][52] (Zapuntel) si trova invece nella parte settentrionale di Melada e ha 42 abitanti[47].
  - Lungo la costa settentrionale si trova la piccola frazione di Porto di Zapuntello[50] (Porat) che si affaccia sul porticciolo omonimo (luka Zapuntel).

### Infrastrutture e trasporti

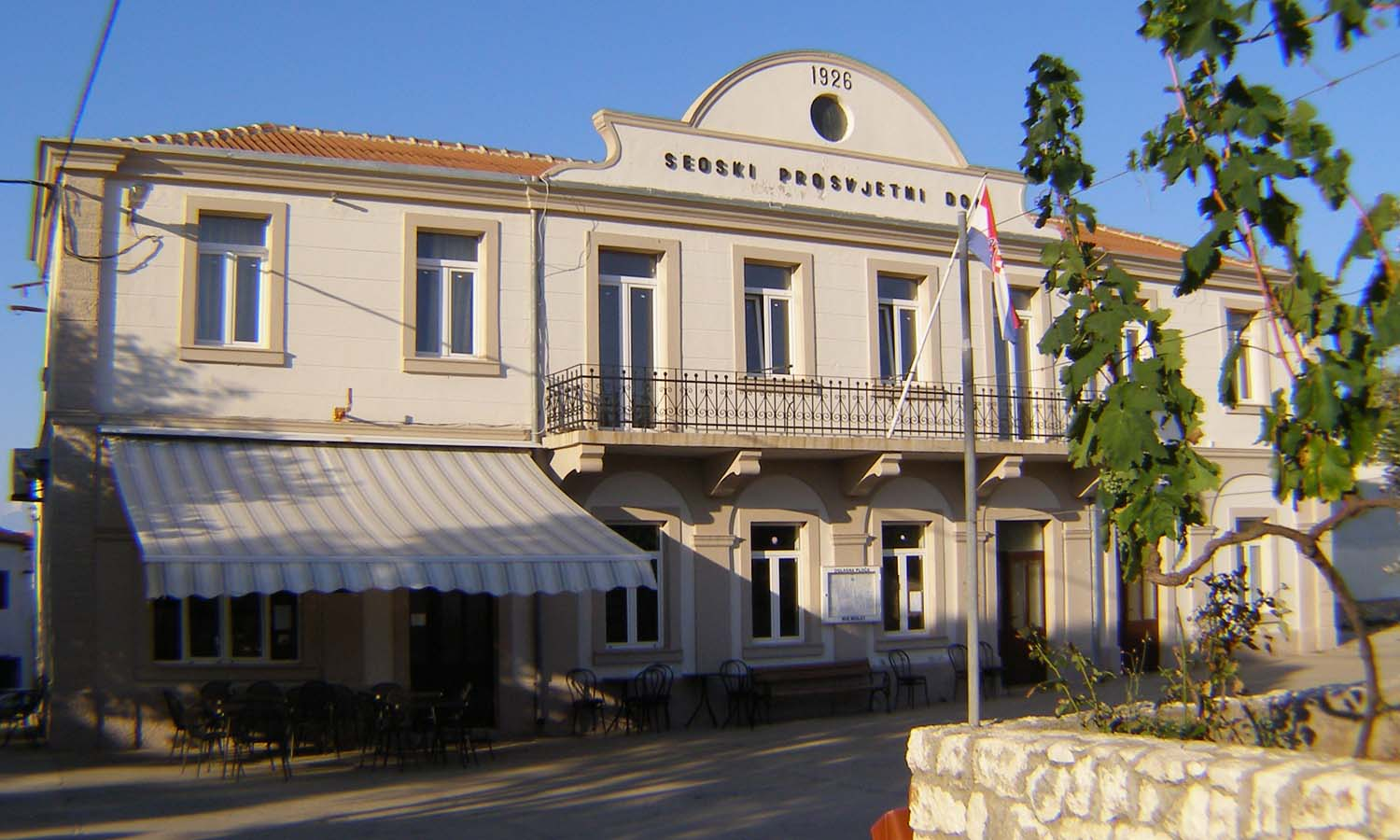
La casa rurale di cultura situata al centro di Melada e costruita nel 1926

Il traffico sull'isola non è vietato. Le strade che uniscono i vari centri abitati sono state costruite nel tempo dai residenti per facilitare gli spostamenti (2 km tra Melada e Berguglie e 7 km tra Melada e Zapuntello).

Ci sono due linee di traghetti che servono Melada, una per soli passeggeri e l'altra anche per veicoli. Entrambe partono da Zara ma, mentre la linea per soli passeggeri è giornaliera, quella per veicoli lo è solo nel periodo estivo (il resto dell'anno serve 4 giorni su 7). Le linee attraccano solitamente a porto Luccina (Melada) e, d'estate, fanno fermata anche al porto di Zapuntello e a quello di Berguglie.

### Economia
Oltre che all'agricoltura, l'economia di Melada si basa soprattutto sul turismo, la pesca e l'allevamento delle pecore. Nel villaggio di Melada si trovano un museo, alcuni ristoranti e altre piccole attrazioni.

### Cartografia
- (HR) Mappa topografica della Croazia 1:25000, su preglednik.arkod.hr.
- Carta di cabottaggio del mare Adriatico, foglio V, Milano, Istituto geografico militare, 1822-1824. URL consultato il 13 aprile 2017 (archiviato dall'url originale il 6 settembre 2012).
- G. Giani, Carta prospettiva delle Comuni censuarie della Dalmazia, foglio 2, 1839. Fondo Miscellanea cartografica catastale, Archivio di Stato di Trieste.